# Wind Rose
Wind Rose is een Italiaanse powermetalband met folkinvloeden. De band is vooral bekend geworden door de op J.R.R. Tolkien geïnspireerde nummers en hun cover van Diggy Diggy Hole, die in 2019 viral ging. Ook de kledingstijl valt op: de bandleden kleden zich als dwergen, precies zoals Tolkien ze beschreef in zijn boeken. Om die reden wordt het genre wat de band speelt ook wel Dwarven Metal genoemd.

## Geschiedenis
Wind Rose werd in 2009 opgericht in de Italiaanse stad Pisa. In maart 2010 bracht de band de eerste ep uit genaamd Demo 2010. De ep werd geproduceerd door Cristiano Bertocchi, voormalig producent en huidig basgitarist van de band. Kort daarop werd de band ontdekt door een vertegenwoordiger van het label Bakerteam Records (een dochterbedrijf van Scarlet Records). Op 28 augustus 2012 bracht Wind Rose het eerste album uit genaamd Shadows Over Lothadruin.
In 2013 en 2014 tourde Wind Rose door Europa en stond de band in het voorprogramma van Wintersun, Finntroll en Epica. Producent Cristiano Bertocchi werd medio 2014 vast lid van de band. Sindsdien neemt hij de basgitaar en achtergrondzang voor zijn rekening. Gedurende de rest van 2014 dook Wind Rose de studio in om een tweede album op te nemen.
In februari 2015 stond Wind Rose in het voorprogramma van Eluveitie's Origins-toer in Europa. Ook werd het tweede album uitgebracht, ditmaal bij Scarlet Records: Wardens of the West Wind. In oktober 2015 stond de band in het voorprogramma van Ensiferum in Spanje.
Na de laatste optredens van 2015 laste Wind Rose een tussenpauze van een jaar in om nieuwe nummers te schrijven en componeren. In 2017 tekende de band een contract bij het label Inner Wound Recordings en verscheen het derde album genaamd Stonehymn. De eerste single van het album was The Wolves' Call; de tweede To Erebor. Laatstgenoemd nummer ging viral. Door de toenemende bekendheid werd Wind Rose gevraagd om op grote metalfestivals als Bloodstock Open Air in het Verenigd Koninkrijk en Masters of Rock in Tsjechië te spelen.
In januari 2018 werd Wind Rose opnieuw gevraagd om het voorprogramma van Ensiferum te verzorgen, ditmaal tijdens een tour door Japan, in april en mei gevolgd door een Europese tour met Ensiferum en Ex Deo. In december dat jaar maakte Wind Rose bekend een contract te hebben getekend bij Napalm Records en aan een vierde album te werken.
Op 6 juni 2019 bracht de band de eerste single bij Napalm Records ten gehore: Diggy Diggy Hole, een cover van het gelijknamige nummer van youtubers The Yogscast die er in 2014 viral mee waren gegaan. Ook de versie van Wind Rose ging viral, met in de eerste maand al miljoenen weergaven. Anno 2024 is de videoclip meer dan 56 miljoen keer bekeken. Het vierde album, Wintersaga, werd op 27 september 2019 uitgebracht.
Op 8 maart 2022 kondigde de band het vijfde album genaamd Warfront aan, wat op 10 juni 2022 werd uitgebracht, in 2023 gevolgd door het album European Warfront 2023. In juli 2024 werd bekendgemaakt dat het zevende album Trollslayer zou gaan heten en in oktober dat jaar zou verschijnen. De eerste single van het album was Rock and Stone. Ook ging de band op een Noord-Amerikaanse tour, samen met de band Xandria.

## Discografie

### Albums
| Jaar | Titel                    |
| ---- | ------------------------ |
| 2012 | Shadows Over Lothadruin  |
| 2015 | Wardens of the West Wind |
| 2017 | Stonehymn                |
| 2019 | Wintersaga               |
| 2022 | Warfront                 |
| 2023 | European Warfront 2023   |
| 2024 | Trollslayer              |

### Singles
| Jaar | Titel                                   | Album                  | Opmerkingen                                |
| ---- | --------------------------------------- | ---------------------- | ------------------------------------------ |
| 2017 | The Returning Race                      | Stonehymn              | -                                          |
| 2017 | To Erebor                               | Stonehymn              | -                                          |
| 2019 | Diggy Diggy Hole                        | Wintersaga             | cover van The Yogscast                     |
| 2019 | Drunken Dwarves                         | Wintersaga             | -                                          |
| 2019 | Wintersaga                              | Wintersaga             | -                                          |
| 2019 | Diggy Diggy Hole (Dance Remix)          | -                      | -                                          |
| 2019 | We Were Warriors                        | Wintersaga             | -                                          |
| 2022 | Gates of Ekrund                         | Warfront               | -                                          |
| 2022 | Together We Rise                        | Warfront               | -                                          |
| 2022 | Fellows Of The Hammer                   | Warfront               | -                                          |
| 2022 | Son of a Thousand Nights (2022 version) | Warfront               | -                                          |
| 2023 | Army Of Stone                           | Warfront               | -                                          |
| 2023 | Mine Mine Mine                          | European Warfront 2023 | -                                          |
| 2024 | Rock and Stone                          | Trollslayer            | geïnspireerd op de game Deep Rock Galactic |
| 2024 | To Be a Dwarf                           | Trollslayer            |                                            |
| 2024 | The Great Feast Underground             | Trollslayer            |                                            |

### Promotionele singles
| Jaar | Titel              | Album    | Opmerkingen |
| ---- | ------------------ | -------- | ----------- |
| 2022 | The Breed of Durin | Warfront | Geremasterd |

### Demo's
| Jaar | Titel     |
| ---- | --------- |
| 2010 | Demo 2010 |